# Tournesol (satellite)
Pour les articles homonymes, voir Tournesol (homonymie).
Tournesol ou D-2A est un satellite artificiel français de la série D2 lancé le 15 avril 1971 par une fusée Diamant-B depuis la Base de lancement de Kourou. Ce satellite scientifique avait pour objectif de détecter l'hydrogène présent dans plusieurs secteurs de la voute céleste. Un deuxième satellite baptisé Polaire aux caractéristiques identiques est lancé sur une orbite polaire en décembre 1971 mais est victime d'une défaillance du lanceur.

## Contexte
Tournesol est le premier satellite de la série D-2 . Celle-ci constitue historiquement la première famille de satellites scientifiques français qui comprend également les missions D-2A Polaire (1971),  D-2A Aura (lancé en 1975), et Signe 3 (1977). Ces engins spatiaux sont plus élaborés que la génération précédente (D-1) notamment parce qu'ils disposent d'un système de contrôle d'attitude actif utilisant des micro-propulseurs à gaz froid. La réalisation de Tournesol est confiée à la société Matra.

## Caractéristiques techniques
Le satellite, d'une masse de 96 kg, est constitué d'un cylindre de 70 cm de diamètre et de 80 cm de long. Il est stabilisé par rotation autour de son axe (1 tour par minute) qui est maintenu parallèle avec la direction du Soleil avec une précision de 10 à 20 minutes d'arc.
Le satellite embarque deux instruments scientifiques :
- Un spectrophotomètre mesurant les atomes d'oxygène et d'hydrogène
- Un analyseur Lyman-Alpha